# XQuartz
XQuartz (X11.app) は、X.Org Serverに基づくmacOS向けのX Window Systemの実装。ハードウェアによる2次元コンピュータグラフィックスとOpenGLのアクセラレーションを追加し、macOSのグラフィカルユーザインタフェース (GUI) であるAquaとの統合を行っている。

## 概要
XQuartzは当初Mac OS X v10.2向けベータ版として公開され、Mac OS X v10.3では標準パッケージとなり、アップルのウェブサイトからダウンロード可能となった。Mac OS X v10.4では、インストールDVDにオプションとしてインストーラが同梱された。Mac OS X v10.5〜10.7では、XQuartzはデフォルトでインストールされていた。OS X v10.8からは標準搭載ではなくなり、別途インストールが必要となった。Appleのダウンロードサイトは2019年末に削除され、現在はXQuartzプロジェクトによるものが後継となっている。
Mac OS X v10.4でのXQuartzはX11R6.6のXプロトコルを実装している。この実装にはXFree86 4.4ベースのXサーバ、Quartzルートレス・ウィンドウマネージャ、ライブラリ、xtermなどの基本ユーティリティが含まれる。「ルートレス」とは、X WindowのアプリケーションをQuartzデスクトップ上に表示でき、他のQuartzアプリケーションのウィンドウと同じに扱えることを意味する。quartz-wmによりX11のトップレベルウィンドウをmacOSのトップレベルウィンドウにマッピングした、「マルチウィンドウ」も扱える。Mac OS X v10.5 になるとXQuartzはXFree86よりも一般化してきたX.Org Serverを使うよう書き換えられた。
ライセンスはX.Org Server同様、基本的にX11 Licenseだが、quartz-wmなど一部がApple Public Source Licenseで配布されている。
X Window Systemの実装としては、Mac OS 9まではMacX、Mac OS X v10.2まではXDarwinなどがあった。